# 佩琉斯
佩琉斯（羅馬化：Pēleus，另譯珀琉斯），希腊神话中的人物。色薩利國王，宙斯之孫，阿喀琉斯（阿基里斯）之父。早年随伊阿宋参加阿尔戈号探险。海洋女神忒提斯的丈夫，泰坦神普罗米修斯告诉宙斯如和忒提斯结婚将诞下一个比父親更強的人，謹慎的神祇也不想生出一個危險的競爭對手，因此他劝宙斯将忒提斯嫁给佩琉斯为妻，而他们的孩子将是一个伟大的英雄，不过条件是要佩琉斯先战胜忒提斯。
佩琉斯在神祇幫助下躲在那个忒提斯常休息的山洞趁她不觉时捉住她，忒提斯无论变成母狮、水蛇及海水，佩琉斯都没放手，就这样在神祇幫助下佩琉斯就胜利了。